# Henrik Frantzen
Henrik Frantzen, född i Danmark, död omkring 1781–1782 i Stockholm, var en dansk porslinsmålare.
Han var gift med Marie Jensdatter och bror till porslinsmålarna Johan Otto och Elias Frantzen. Han omnämns som porslinsmålare vid fajansfabriken i Kastrup 1755. Han kom till Mariebergs porslinsfabrik i Stockholm 1760 och blev 1777 föreståndare för fabrikens fajanstillverkning. Hans signatur HF återfinns på Mariebergs första daterade pjäser, bland annat en blåmålad kopp.  